# St. Petri (Wartenburg)

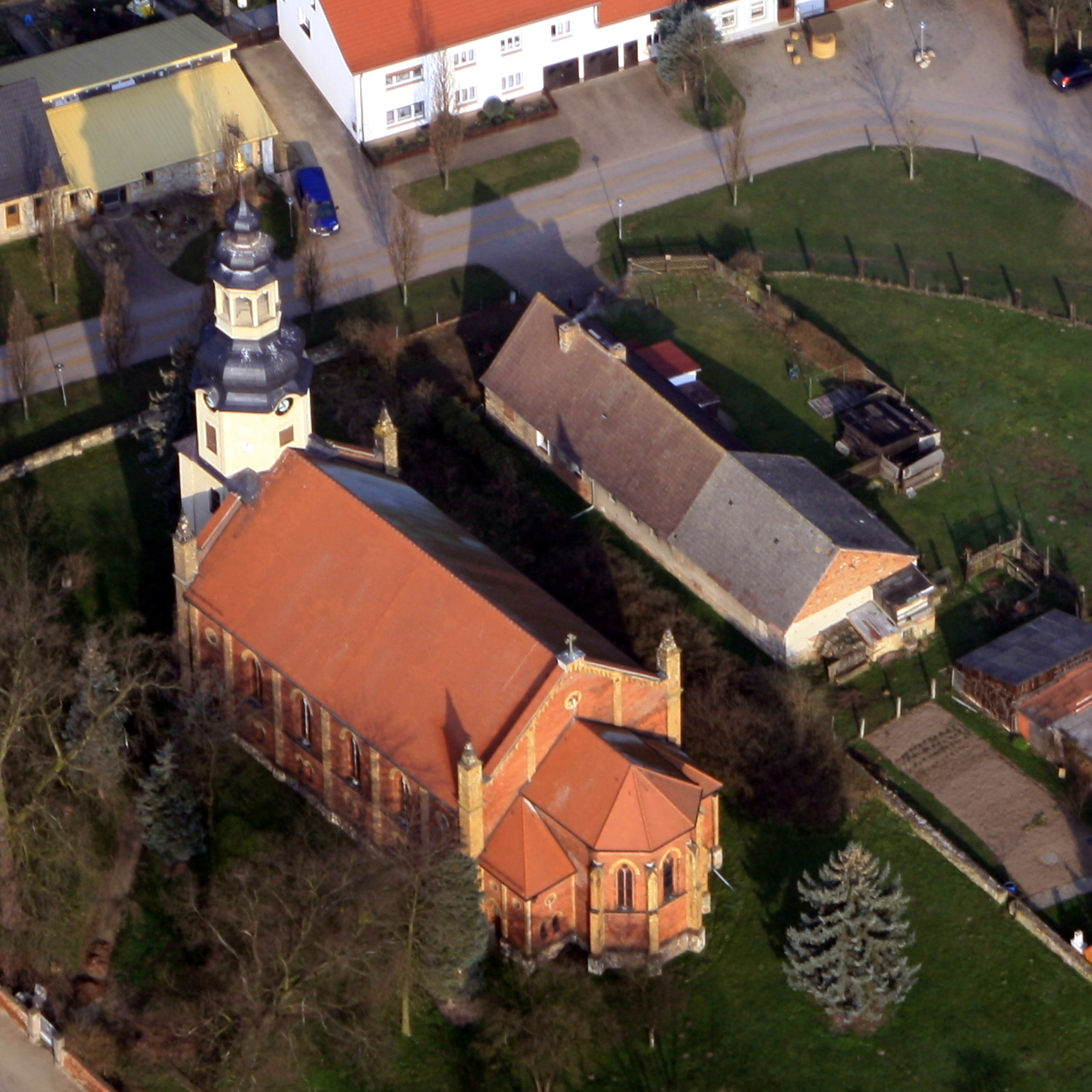
Kirche Wartenburg (2009, Vogelperspektive)

Die evangelische Kirche St. Petri ist eine einschiffige Saalkirche in Wartenburg im Landkreis Wittenberg in Sachsen-Anhalt. Sie gehört zum Pfarrbereich Pratau im Kirchenkreis Wittenberg der Evangelischen Kirche in Mitteldeutschland (EKMD).

## Geschichte und Architektur
Die erste Wartenburger Kirche entstand im 13. Jahrhundert. Sie wurde 1875 wegen Baufälligkeit abgerissen und an ihrer Stelle ein neuer gotisierender Backsteinbau errichtet, der 1876 eingeweiht wurde. Dabei blieb der bereits 1727 errichtete Kirchturm mit quadratischem Sockel, Achteckaufsatz und dreifach gebauchter Schweifhaube sowie Laterne erhalten. Er gilt als Hauptwerk barocker Sakralarchitektur im Landkreis Wittenberg.
Der eingezogene Chor schließt mit dreiseitig polygonaler Apsis. Sie liegt aufgrund der nur geringen Rotation der Hauptachse der Kirche, bezogen auf die ideale West-Ost-Linie, kaum nördlicher als der ebenfalls eingezogene, achsmittig im Westen gegenüberliegende Kirchturm. Die Außenwände der Anbauten nördlich und südlich des Chores schließen in Nord-Süd-Richtung bündig mit denen des Saales, nur untergliedert von Eckpilastern, die über die Traufe hinaus dessen Ostgiebel dominieren. Die Anbauten maskieren den Einzug des Chores vorübergehend, der aber am Ostschluss und in der oberen Hälfte des Gebäudes doch deutlich erkennbar wird.

## Ausstattung
Besonderheiten im Kirchinneren sind der Taufstein mit Muschelschale, Wappenreliefs und zwei Pastorenbildnisse, eine mittelalterliche Bronzeglocke mit Reliefs (Vogelpredigt des heiligen Franziskus) aus dem 13. oder 14. Jahrhundert, eine Hufeisenempore.
Zur neugotischen Ausstattung von 1875 zählt unter anderem die mit dem damaligen Neubau eingeweihte Orgel von Nicolaus Schrickel.

## Sonstiges
Südlich der Kirche befindet sich ein Denkmal für die Gefallenen des Ersten Weltkrieges.  Es befindet sich straßenseitig der dort halbkreisumlaufenden Friedhofsmauer.  Die Kirche, ihr Hof und das Gefallenendenkmal führt das Denkmalverzeichnis des Landes Sachsen-Anhalt jeweils als Einzeldenkmal der Sachgesamtheit mit der Nummer 094 35844 auf.